# Sankaraperi
Sankaraperi es una ciudad censal situada en el distrito de Thoothukudi en el estado de Tamil Nadu (India). Su población es de 19844 habitantes (2011). Se encuentra a 5 km de Thoothukudi y a 52 km de Tirunelveli.

## Demografía
Según el censo de 2011 la población de Sankaraperi era de 19844 habitantes, de los cuales 10001 eran hombres y 9843 eran mujeres. Sankaraperi tiene una tasa media de alfabetización del 92,09%, superior a la media estatal del 80,09%: la alfabetización masculina es del 95,59%, y la alfabetización femenina del 88,50%.